# Punta Delgada
Punta Delgada es un cabo que se encuentra ubicada en el extremo sudeste del área protegida Península Valdés. en el departamento Biedma, en el norte de la provincia del Chubut, Argentina, sobre el golfo Nuevo. En ella podemos encontrar el Faro de Punta Delgada, construido a principios del siglo XX y un establecimiento turístico rural que, a finales de 2019, ha pasado a depender de las autoridades provinciales mediante un acuerdo con la Agencia de Administración de Bienes del Estado nacional (AABE), que cede a la cartera provincial la administración de la zona.
El principal atractivo de este establecimiento es su colonia de elefantes marinos, a la que se accede por unas empinadas escaleras que facilitan el acercamiento a estos magníficos animales.

## Historia
En enero de 1779, la expedición al mando de Juan de la Piedra descubre el Golfo de San José. Se produce el desembarco en lo que actualmente es la playa Villarino. 

Una orden del rey Carlos III disponía poblar estas tierras con labradores, artesanos y hasta 200 familias, debiéndose establecer también guarniciones para asegurar el dominio de la corona.
 
Es así que el 20 de enero del citado año comienzan a construirse las primeras construcciones y a trazarse los canales de riego y se establece un fortín llamado Guardia de San José. Poco tiempo después cierta cantidad de la población se traslada a un nuevo emplazamiento fundado en lo que hoy es Carmen de Patagones y Viedma, debido a la difícil situación creada por la falta de agua potable.
 
Finalmente en 1810, un malón tehuelche arrasó con el fuerte que por ese entonces se denominaba Candelaria. Es recién después de la "Campaña del Desierto" (sic) de Julio A. Roca que se vuelve a poblar el emplazamiento con occidentales. Años más tarde, Puerto San José cede prevalencia a Puerto Pirámides. 

Como en todo lo largo de la costa patagónica oriental, un problema fundamental para la instalación de población fue el agua potable, ya que la salinidad de las aguas hacia casi imposible la permanencia de comunidades. 

La íntima relación entre las poblaciones que se sucedieron tanto en Punta Delgada como en la zona de Puerto Madryn nos llevan a unir sus historias y rememorar sus comienzos en conjunto. 
La Península Valdés alberga uno de los santuarios ecológicos más importantes del mundo que fuera declarado Patrimonio Natural de la Humanidad por la UNESCO. Dentro de sus 4.000 km² con 110 km de costas a mar abierto y 150 km de costas a los Golfos Nuevo y San José, se pueden visitar seis reservas naturales.

- 1967 surgió la reserva de Punta Norte y la Isla de los Pájaros,
- 1974 la de Punta Delgada y Punta Pirámide. Creándose ese mismo año el primer Parque Marino de la Argentina en el Golfo San José.

## Economía
Punta Delgada es una localidad de predominante actividad turística, siendo su atractivo principal el avistaje de la Ballena franca austral cuando se reúne en el golfo para el apareamiento y la crianza.